# Hermann Helmer
Hermann Gottlieb Helmer (ur. 13 czerwca 1849 w Harburgu, zm. 2 kwietnia 1919 w Wiedniu) – niemiecki architekt, działający na terenie Austrii. Współpracował głównie z Ferdinandem Fellnerem, znany z projektów gmachów teatralnych.

## Życiorys
Po studiach w Akademii Sztuk Pięknych w Monachium, m.in. u Rudolfa Gottgetreuta, pracował w atelier Ferdinanda Fellnera Starszego. Po śmierci Fellnera, współpracował od 1872 z jego synem – Ferdinandem Fellnerem Młodszym. W 1895 został radcą budowlanym, a w 1904 naczelnym radcą budowlanym.

## Architekt
Obok domów mieszkalnych i biurowych, wspólnie z Fellerem zaprojektowali 48 teatrów w całej Europie. Duży nacisk kładli na ochronę przeciwpożarową, rozwijając trójczłonowy model gmachu teatru, obejmujący część frontową z westybulem, schodami i salonem, sąsiadującą salę teatralną oraz cześć sceniczną umieszczoną za żelazną kurtyną. 

### Wybrane dzieła (razem z Ferdinandem Fellerem)
- 1873–1875 Teatr Narodowy w Budapeszcie (zburzony w 1965)[2]
- 1890–1891 Teatr Miejski w Zurychu[2]
- 1892–1894 Teatr Miejski w Wiesbaden[2]
- 1898–1899 Teatr Miejski (Arbeitertheater) w Berndorfie[2]
- 1904–1906 Teatr Miejski w Klagenfurt am Wörthersee[2]

## Wybrane odznaczenia
- 1883 Kawaler Orderu Franciszka Józefa[3]
- 1895 Order Królewski Korony IV klasy[3]
- 1905 Order Zasługi Filipa Wspaniałomyślnego I klasy[3]
- 1907 Komandor Orderu Zasługi Cywilnej[3]
- 1912 Order Korony Żelaznej III klasy[3]

## Galeria

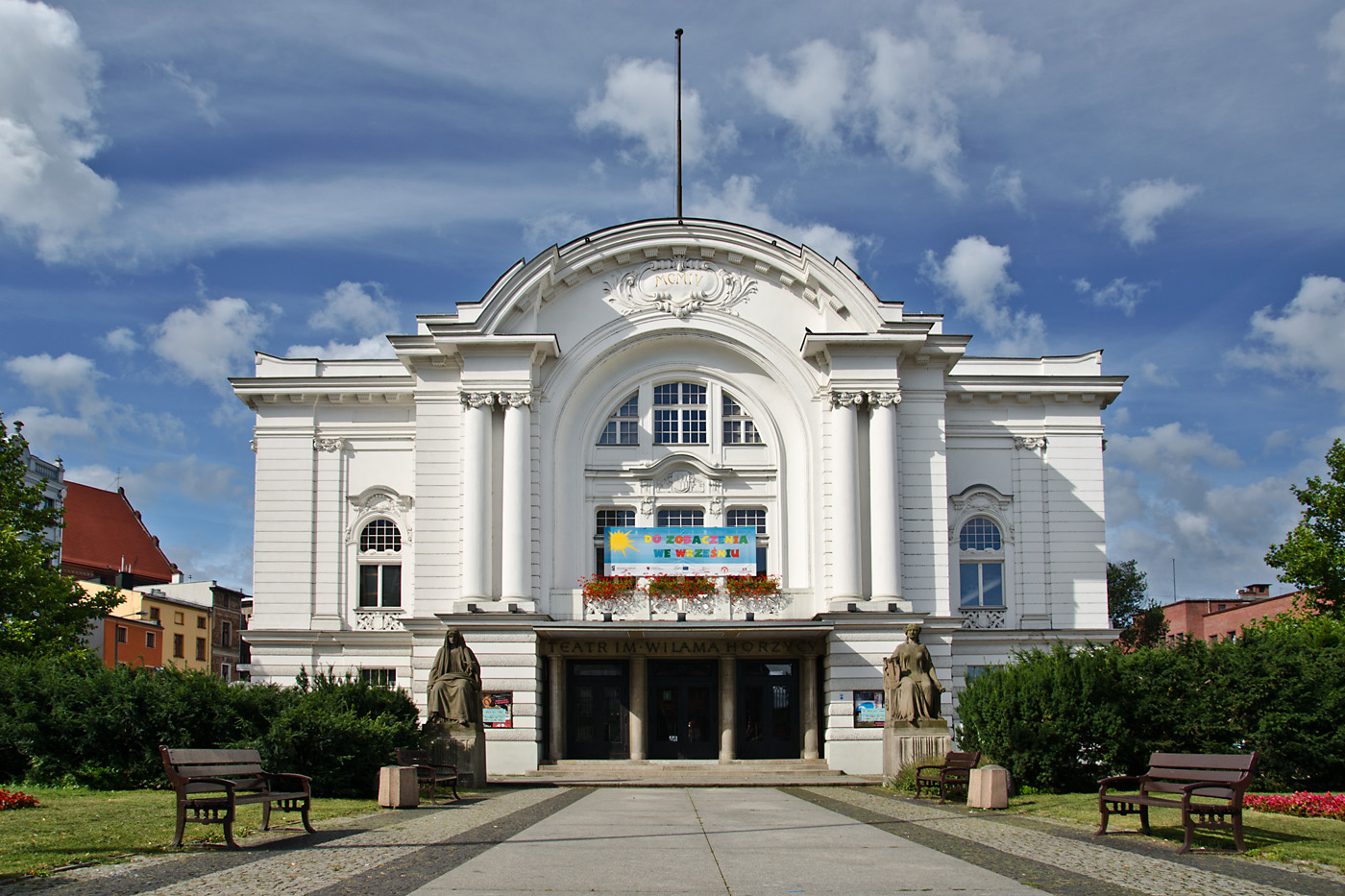
Teatr im. Wilama Horzycy w Toruniu
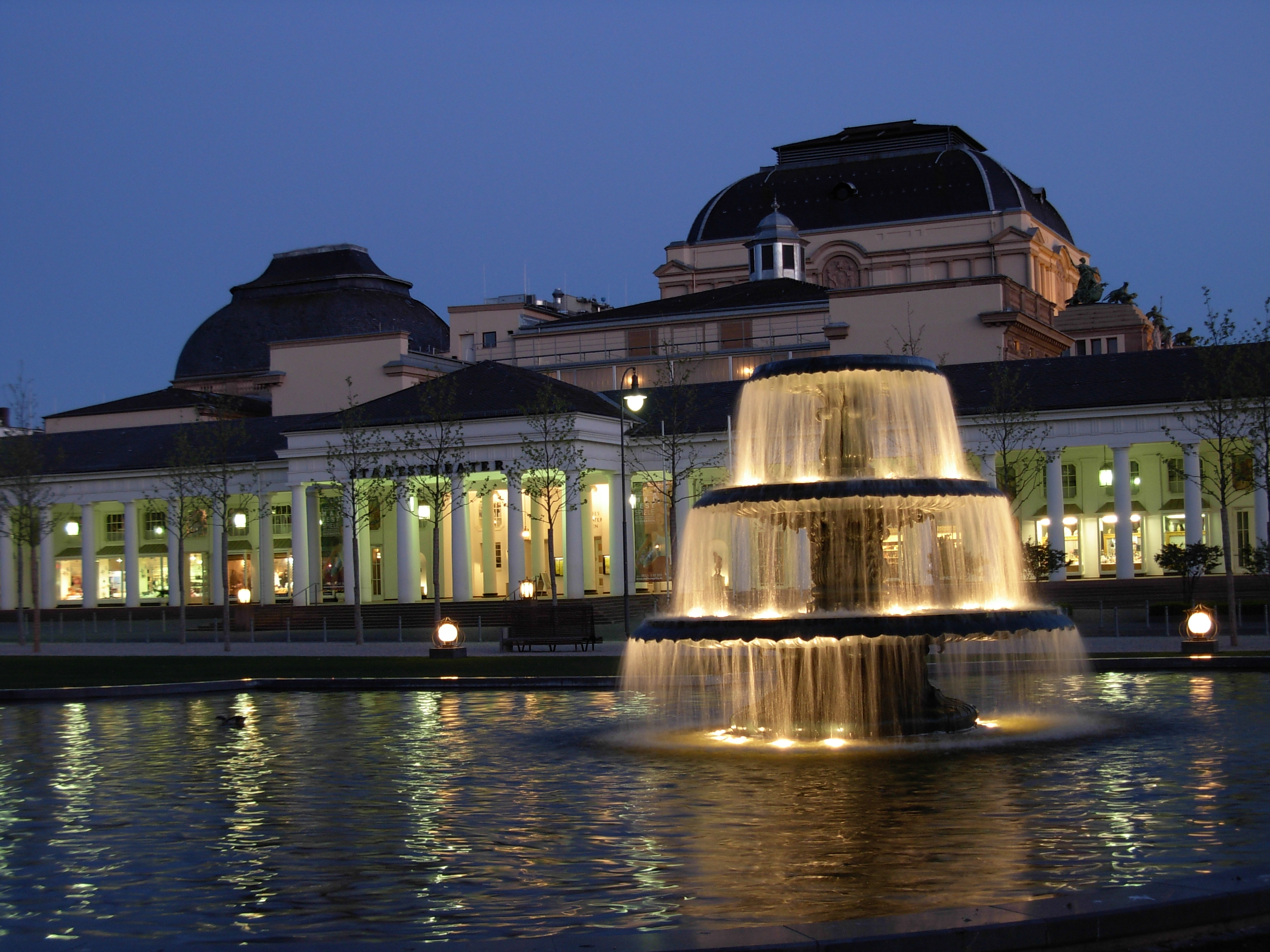
Teatr Miejski w Wiesbaden
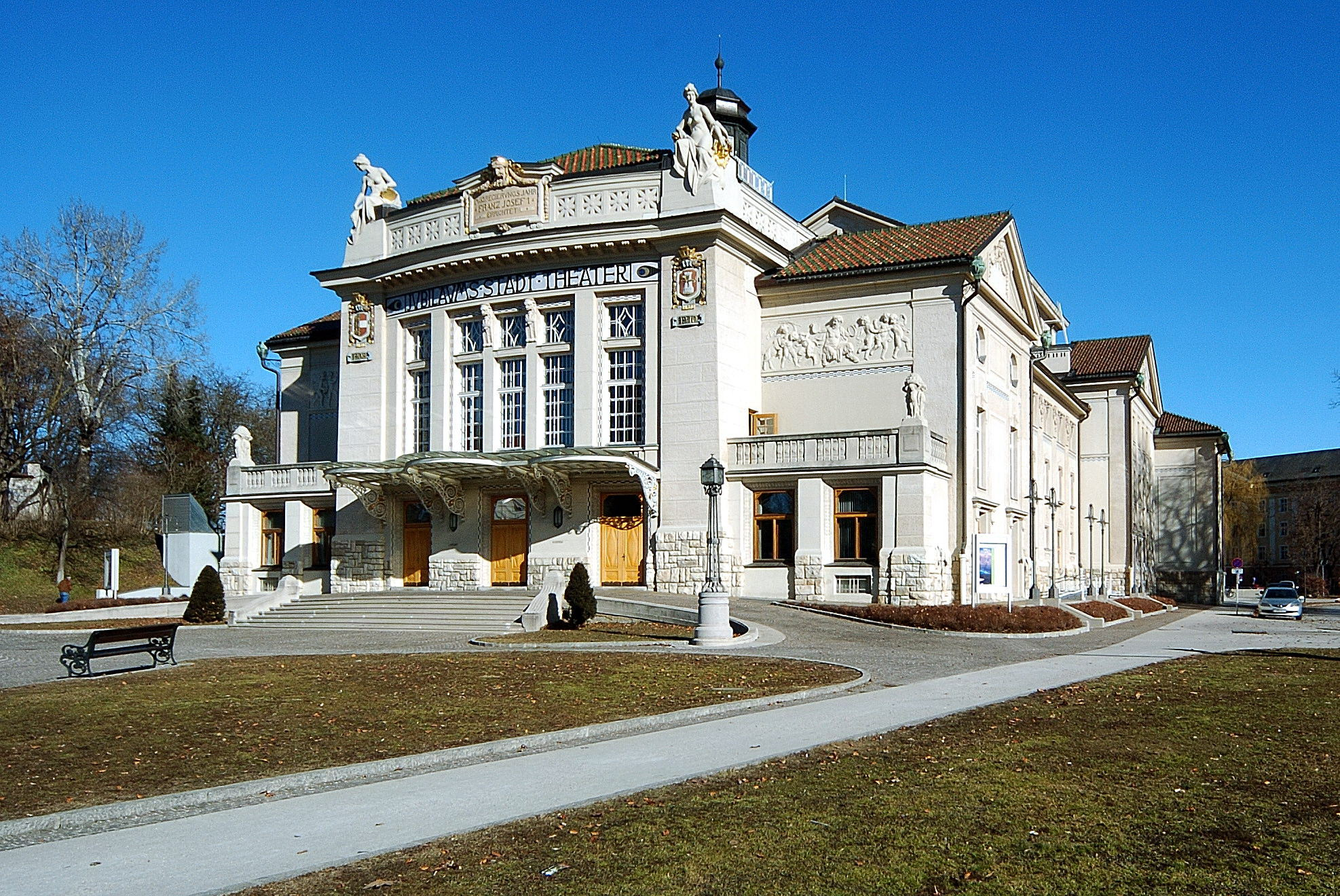
Teatr Miejski w Klagenfurt am Wörthersee
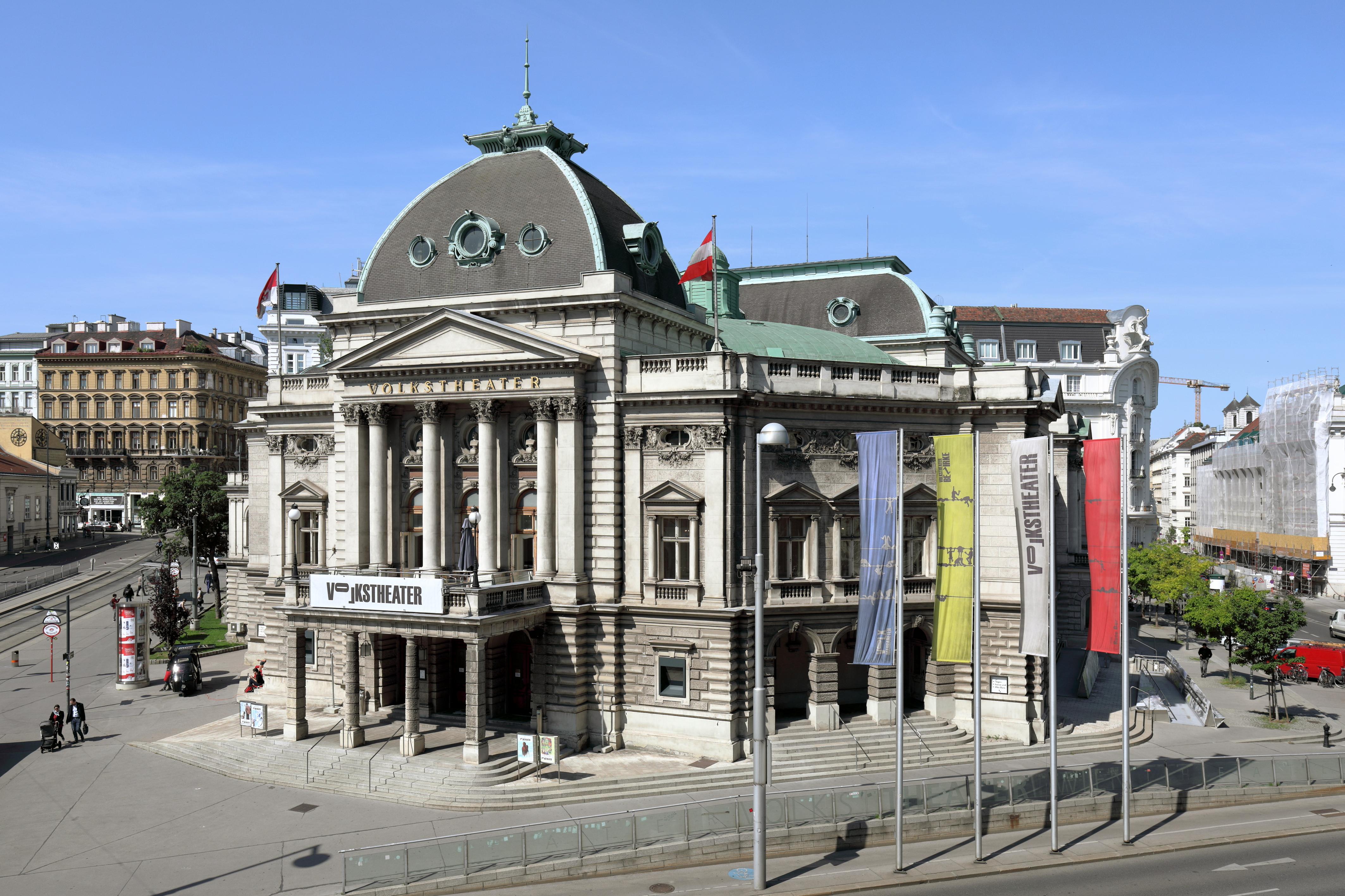
Teatr Miejski w Wiedniu
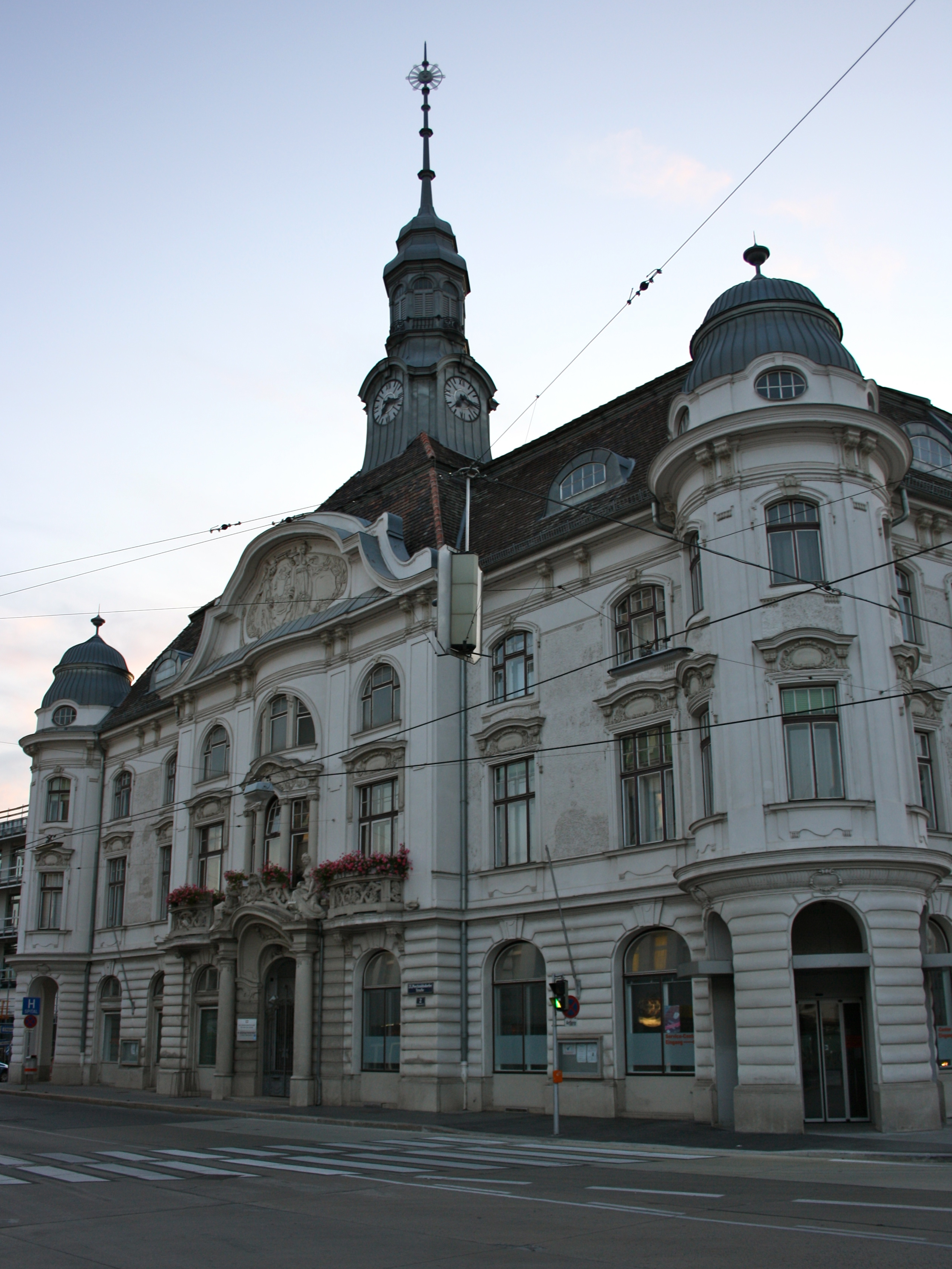
Amtshaus Liesing w Wiedniu
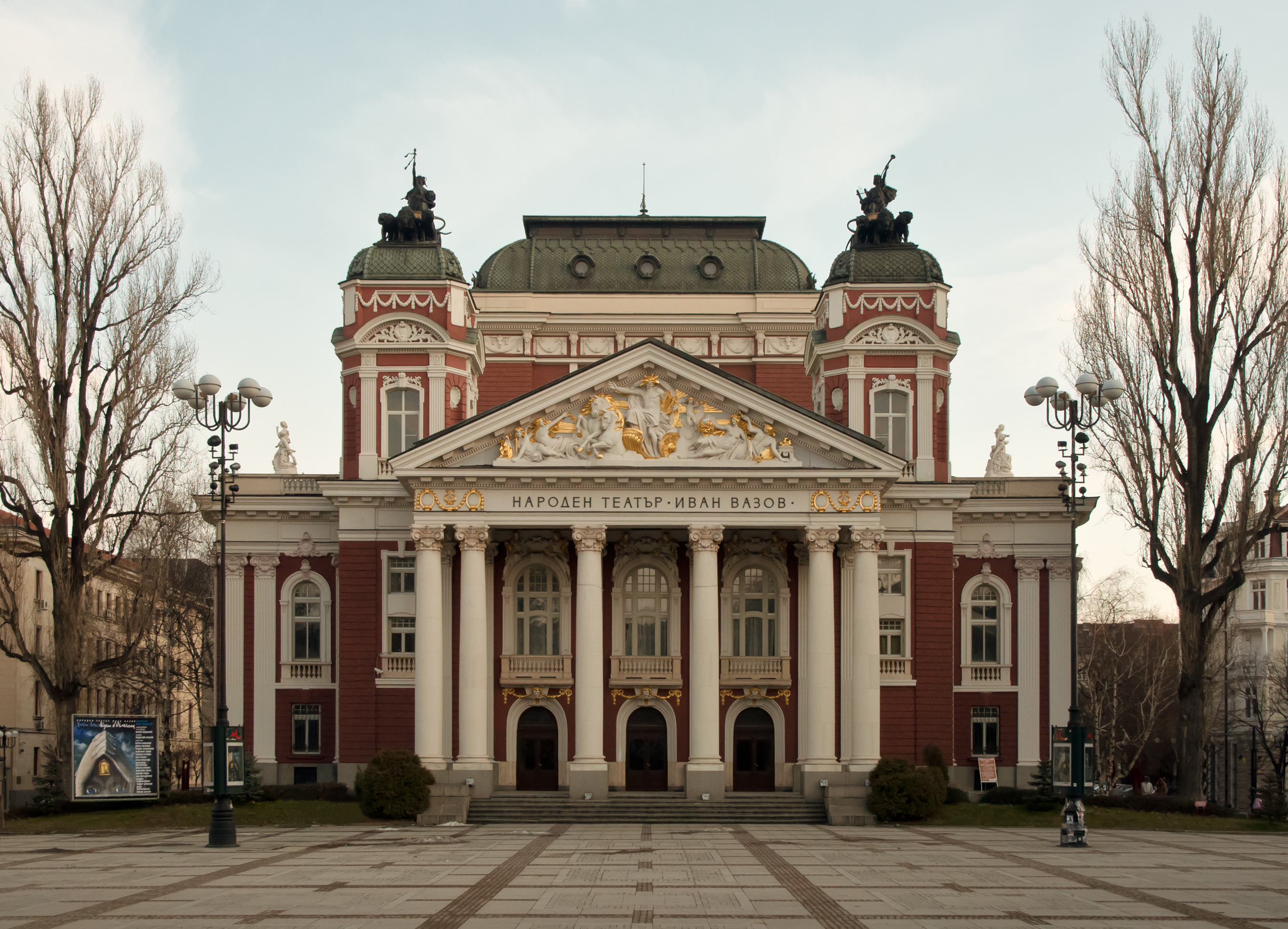
Teatr Narodowy im. Iwana Wazowa w Sofii